# Michelle (canción)
«Michelle» es una canción de la banda británica de pop/rock The Beatles, compuesta por Paul McCartney para el álbum Rubber Soul del año 1965.
Todo comenzó como una parodia de Paul a ciertas canciones francesas que escuchó en una fiesta. Cuando finalmente le puso letra, animado por John, decidió que debía llevar algo de verdadero francés.
La canción llegó al número 1 interpretada por el grupo  quienes la grabaron cuando The Beatles la rechazaron para publicarla como sencillo en el Reino Unido y los Estados Unidos (aunque la canción original se publicó también en algunos países europeos). Ganó un Premio Grammy como la mejor canción del año. En 1999, BMI incluyó a "Michelle" como la canción número 42 dentro de las mejores compuestas durante el Siglo XX.

## Personal
- Paul McCartney - voz principal, bajo (Rickenbacker 4001s) y guitarra acústica (Epiphone Texan con transporte en el 5.º casillero).
- John Lennon - coros.
- George Harrison - coros, guitarra eléctrica (Gretsch Tennessean).
- Ringo Starr - batería (Ludwig Super Classic).